# Elga Sorge
Elga Sorge (eigentlich Helga Sorge; * 1940) ist eine feministische Theologin und Autorin. Sie war von 1973 bis 1989 Studienleiterin und Lehrbeauftragte für Feministische Theologie am Pädagogisch-Theologischen Institut in der Gesamthochschule Kassel.

## Leben
Elga Sorge studierte Französisch und evangelische Theologie an der Universität Münster, der Universität Tübingen und der Georg-August-Universität Göttingen. Sie unterrichtete ab 1970 am Wilhelm-Gymnasium in Hamburg-Harvestehude als Religionslehrerin. Elga Sorge war seit dem 8. Mai 1970 mit dem Diplom-Handelslehrer Wulf Sorge verheiratet; die Ehe wurde noch im selben Jahr geschieden.
Von 1973 an fungierte sie als Studienleiterin am Pädagogisch-Theologischen Institut in Kassel. Im Jahr 1979 wurde sie zur Lehrbeauftragten für Feministische Theologie an der Gesamthochschule Kassel berufen, an der sie an der Ausbildung von Pfarrern und Religionslehrern beteiligt war. Sorge verfasste und veröffentlichte die Zehn Erlaubnisse, das Mutterunsere und das Manifest der bekennenden Frauenkirche als Hexenkonvent und hat damit zahlreiche Kolleginnen und Feministinnen beeinflusst.
Sorge war Mitherausgeberin der Zeitschrift forum religion im Verlag Kreuz und für die Reihe Thema: Religion im Kohlhammer Verlag. Mit Walter Jens erschienen regelmäßige Beiträge für die Reihe Assoziationen und Gedanken zu biblischen Texten, die seit dem Jahr 1978 im Radius Verlag verlegt wurden.
Der Bischof der Evangelische Kirche von Kurhessen-Waldeck, dessen Funktion Hans-Gernot Jung als ihr Dienstherr ausübte, strengte ein Disziplinarverfahren an und entband sie von ihren Tätigkeiten als Lehrbeauftragte für Feministische Theologie an der Gesamthochschule Kassel. Sie wurde zum Landeskirchlichen Archiv Kassel versetzt, dessen Bestände sie katalogisieren sollte; damit verbunden war eine Gehaltskürzung.

„Die Kasseler Religionspädagogin [Elga Sorge] wende sich „ausdrücklich und entschieden gegen das Glaubensbekenntnis der evangelischen Kirche“. Für sie sei der „Gott“ oder die „Göttin“ die Eros-Kraft des Kosmos. In der Deutung der Bibel orientiere sie sich „vor allem an ihrer eigenen Selbsterfahrung, ihrer vermeintlich ‚göttlichen‘ Erkenntnis“.“

Der Vize-Präsident im Kirchenamt der Evangelischen Kirche in Deutschland Hartmut Löwe, er hatte dieses Amt von 1980 bis 1992 inne, konstatierte im Frühling des Jahres 1985, dass sich Elga Sorge der Häresie schuldig gemacht habe, hätte sie doch einen „weiblichen Gott propagiert bzw. eine göttliche Dreiheit von Mutter, Tochter und Geistin als Religion der Mütter und Töchter verkündet“.
Nachdem die Kirchenleitung in Kassel ihr 1987 die Lehrerlaubnis entzogen hatte, wurde Juni 1989 gegen sie ein Disziplinarverfahren von der Evangelische Kirche von Kurhessen-Waldeck eröffnet. Ihr wurden verschiedene Amtspflichtverletzungen im Rahmen des Disziplinargesetzes der Evangelischen Kirche in Deutschland (DG.EKD) vorgeworfen, indem sie in zahlreichen Publikationen „das Bekenntnis unserer Landeskirche“ abgelehnt und Lehren vertreten habe, die „im Ergebnis zu einer anderen Religion führen“. Unter diesem Druck verzichtete Sorge auf ihren Beruf als Studienleiterin beim Pädagogisch-Theologischen Institut in Kassel und akzeptierte eine zehnjährige Unterhaltsleistung seitens der Kirche.
Seit 2005 ist Sorge Landesvorsitzende der Liberalen Senioren Niedersachsen.

## Leistungen
In ihrem Hauptwerk Religion und Frau. Weibliche Spiritualität im Christentum (1987) deutete sie Passagen der Bibel (z. B. Jer 44 ) so, dass in ihnen Gott und Jesus weiblich erscheinen. So ersetzte sie Gott durch die Göttin, die Erdgöttin und stellte der „Sado-Spiritualität“ mit einem vermeintlich omnipotenten, patriarchalischen „Vater-Gott, der seinen eigenen Sohn angeblich ermorden ließ“ eine versöhnliche, lebens- und lustbejahende, menschenfreundliche Alternative gegenüber. Ihr Glaubensbekenntnis enthält die Zeilen: „Du bist die Kraft in allem, die tollkühn liebende Jungfrau, die kosmische Mutter alles Lebendigen, die uralte Weisheit und die Liebe und das Vertrauen und die Offenheit in ewiger Glückseligkeit.“
Eine zentrale Frage in ihrem Werk (1987) ist, wie es gelingt, verschüttete Weisheitstraditionen, Formen matriarchaler Spiritualität und deren Symbole aus der jüdisch-christlicher Tradition freizulegen, den Eros und die Lebenskraft, im Sinne der Frommschen „Biophilie“ und einer ero-philen Haltung, die das Leben und die Liebe schützen, aufzufinden und weiterzuentwickeln. Denn das jüdisch-christliche Gottesbild, sei im Ergebnis einseitig männlich, und deren ursprüngliche feminine Aspekte dieses Gottes, wurden ihm untergeordnet und assimiliert. Auf diesem Weg zur Freilegung der Verschüttungen entwickelten sich „neue, lebendspende Bilder und Symbole für das Göttliche“. Dies sei auch als ein Prozess einer Individuation zu verstehen, in welcher sich die einzelnen Frauen/Männer in ihrer Rolle und deren Bedeutung zu einer „weiblichen Spiritualität“ neu entdecken müssen.
Sorge ist Teil einer Reihe von Theologinnen, so Elisabeth Moltmann-Wendel, Catharina Halkes und Rosemary Radford Ruether, die mit den Vorstellungen und den Begriff „der Göttin“ in einer feministischen Theologie arbeiten.
Nach Gisela Matthiae (1999) kann sie der Gruppe des „Gynozentrischen Feminismus“ zugeordnet werden, deren Vertreterinnen eine Umkehrung des bisherigen Androzentrismus anstreben, maßgeblich sind dabei die „weiblichen Eigenschaften und Werte“.

## Werke (Auswahl)
- Feministische Theologie mit oder ohne Göttin? Religion heute, (1986) 4, S. 233–238
- Feministische Theologie meint es mit dem Evangelium Jesu ernster, als jede andere Theologie! Religio, (1987) 1, S. 48–49
- mit Elisabeth Moltmann-Wendel, Hans-Gernot Jung: Ein anderes Evangelium? a) Werkstatt ohne Angst. Zur „Feministischen Theologie“. b) Theologie oder „Theasophie“. c) Die Kirche braucht die Göttin. Forum Religion, (1987) 3, S. 34–37
- Geliebte oder Liebende? Theologische Gedanken zur Befreiung vom Geliebtwerden. In: Elisabeth Flitner, Renate Valtin (Hrsg.): Dritte im Bund: die Geliebte. Rowohlt, Reinbek bei Hamburg 1992, ISBN 3-499-19376-0, auf publishup.uni-potsdam.de  hier S. 157–175
- Mutter Unsere. MatriaVal, Vol. 3, 2008.
- Er aber soll nicht Dein Herr sein. Anstöße 3 (1981) 96–100
- Wer leiden will muß lieben. Feministische Gedanken über die Liebe in der christlichen Vorstellung vom Gekreuzigten Gott. Feministische Studien, Band 2 Heft 1, S. 54–69 DOI:10.1515/fs-1983-0101
- Der Eros im patriachalen Christentum : -oder über die Lust, das Paradies auf Erden zu entdecken. In: Ursula Pasero, Ursula Pfäfflin (Hrsg.): Neue Mütterlichkeit. Ortsbestimmungen. Verlagshaus Mohn, Gütersloher 1986, ISBN 3-579-00577-4